# Cat Thompson
John Ashworth „Cat” Thompson (ur. 10 lutego 1906 w St. George, zm. 7 października 1990 w Idaho Falls) – amerykański koszykarz akademicki występujący na pozycji skrzydłowego oraz trener, członek Koszykarskiej Galerii Sław im. Jamesa Naismitha.
W 1925 roku poprowadził swoją szkolną drużynę do mistrzostwa stanu Utah szkół średnich oraz finału mistrzostw krajowych w Chicago.
W trakcie swojej akademickiej kariery zanotował 1539 punktów, w trakcie 100 spotkań, zostając liderem strzelców wszech czasów uczelni Montana State. W ciągu trzech lat jego drużyna Golden Bobcats uzyskała bilans 102-11.

## Osiągnięcia
Na podstawie, o ile nie zaznaczono inaczej.
NCAA
- Mistrz Pre-tournament:
  - Premo-Porretta (1929)
  - Helms (1929)
- Koszykarz Roku NCAA według Helms Athletic Foundation (1929)[3]
- Zaliczony do:
  - I składu:
    - All-American (1929, 1930)
    - All-American przez Helms Foundation (1927, 1928)
    - konferencji Rocky Mountain (1928–1930)

  - składu All-Half Century (1900–1950) Collegiate Basketball Team[3]

Indywidualne
- Zaliczony do:
  - Koszykarskiej Galerii Sław im. Jamesa Naismitha (1962)[4]
  - Galerii Sław:
    - Koszykówki:
      - Akademickiej (2006)
      - Helms Athletic Foundation (1952)[3]

    - Sportu:
      - Montana State University (1986)[5]
      - Utah Sports (1987)
      - Dixie State College Of Utah Institutional Hall Of Fame (1998)
      - State Of Utah (2000)
      - Dixie State College Of Utah Athletics Hall Of Fame (2007)[3]

  - grona 10 najlepszych sportowców stulecia Montana State University

Trenerskie
- Mistrzostwo stanu Idaho (1945, 1946)